# Дефайнт NX-74205
Дефайнт NX-74205 (англ. USS Defiant NX-74205 - Дерзкий) — вымышленный звездолёт в американском научно-фантастическом телесериале «Звёздный путь: Глубокий космос 9» и полнометражном фильме «Звёздный путь: Первый контакт». Ведущий корабль своего класса и один из первых специализированных военных кораблей Объединённой федерации планет. Звездолёт «Дефайнт» впервые появляется в первом сезоне, 9 серии, оригинального сезона , после чего он играет значительную роль на протяжении всего сериала в последующей войне с Доминионом. Когда первый «Дефайнт» был уничтожен в эпизоде седьмого сезона «Изменчивое лицо зла», Звёздный флот отправляет на замену корабль того же класса «USS Сан Пауло» в эпизоде «Псы войны», который затем получает специальное разрешение от начальника операций Звездного Флота, на его переименование в «Дефайнт».
В эпизоде «Дефайнт» персонаж гал Дукат описывает корабль как «один из самых тяжело вооруженных военных кораблей в квадранте», а в фильме «Звездный путь: Первый контакт» Уильям Райкер описывает ее как «жесткий маленький корабль» (повторяя описание корабля Томаса Райкера в эпизоде DS9.)

## Разработка концепции
В течение первых двух сезонов «Звёздного пути: Глубокого космоса 9», главные герои для путешествий со станции обычно использовали серию небольших судов, называемых катерами. С появлением во втором сезоне крупной державы, известной как Доминион, продюсер Айра Стивен Бер и писатель Роберт Хьюитт Вулф полагали, что катеров недостаточно, чтобы противостоять этой новой угрозе, и успешно убедили исполнительного продюсера Рика Бермана в необходимости нового корабля. «Дефаент» был первоначально разработан «Глубокого космоса 9» и «Первого контакта» иллюстратором Джимом Мартином с добавлением визуальных эффектов руководителя Гэри Хатцель и моделиста Тони Мейнингера. Добавление «Дефаента» к DS9 было призвано решить проблему тесных катеров в соответствии с утверждениями Роберта-Хьюитта Вулфа. Оригинальные конструкции предусматривали «усиленный» корабль катерного типа, в дальнейшем уступившего место полноценной конструкции звездолёта, первоначально называвшейся «Валиант» (англ. Valiant - Доблестный). Это имя было отброшено из страха, что оно будет конфликтовать со «Звёздный путь: Вояджер» и его титульным звездолетом, также начинающимся с "V". Какое-то время считалось, что он сохранит Валиант как имя класса, но в эпизоде «Поиск» и табличке с названием корабля написано «Дефайнт».
Несмотря на то, что звездолёт был разработан, как быстрый и маневренный с мощным вооружением, «Дефайнт» оказался «перегружен» для судна такого размера. Поле структурной целостности корабля нуждалось в обширных модификациях, чтобы звездолёт не разорвал себя на части. Корабль был разработан специально для боя, с инновационными импульсно-фазерными пушками и квантовым торпедным вооружением, в дополнение к фотонным торпедам, стандартным фазерам и высокоемкой системе дефлекторных щитов. Еще одним преимуществом является абляционная броня, позволяющая кораблю выдерживать множественные удары из вражеского оружия, даже с неоперабельными щитами, с минимальным уроном. Внутри «Дефайнт» имеет относительно спартанские условия, по меркам Звёздного Флота того времени: корабль не предназначен для перевозки членов семьи, не имеет научные лаборатории или голопалубы, и имеет ограниченный лазарет. Каюта экипажа состоит из двух двухъярусных кроватей и общего компьютерного интерфейса. Эта обстановка одобрена лейтенантом Ворфом, и вскоре после его передачи в подчинение станции «Глубокий космос 9» он решает постоянно жить на борту «Дефайнта».

## История
Предыстория звездолёта была изложена при первом его появлении в эпизоде третьего сезона «Поиск 1». «Дефайнт» - прототип военного корабля класса «Дефайнт», первоначально разработанного для противодействия угрозе Боргов. Он официально назначен в качестве эскортного судна, чтобы избежать создания впечатления, что Звёздный флот строит военные корабли, поскольку это в первую очередь миротворческие и разведывательные силы. После вторжения Боргов Объединенная федерация планет одобрила проект, направленный на укрепление наступательного и оборонительного потенциала Звездного Флота. Звездолёт «Дефаент» стал конечным результатом этого проекта. Согласно его заявлению в эпизоде «Дефайнт», Бенджамин Сиско руководил верфью, на которой был построен корабль, и помогал проектировать ее во время прохождения службы на верфи «Utopia Planitia».
Из-за ослабевающей угрозы Боргов и неудачных испытаний систем (в частности, в отношении силовых двигателей корабля) проект разработки застопорился, а прототип был законсервирован. После работы, проделанной на станции «Глубокий космос 9», класс позже войдет в производство, по крайней мере, с половиной дюжины других кораблей, находящихся в эксплуатации к 2374 году и далее.

### История в сериале и фильме
Первый контакт с Джем'Хадар в 2370 году убедил Сиско запросить у Звёздного флота звездолёт «Дефайнт», чтобы лучше подготовиться к контакту с лидерами Доминиона. Звездный флот согласился, и «Дефайнт» был отправлен на станцию «Глубокий космос 9» под командованием Сиско. «Дефайнт» позволяет экипажу станции двигаться быстрее и дальше с гораздо большей огневой мощью, чем могут обеспечить корабли класса Danube (Дунай). Официально назначенного командира нет, поэтому кораблём «Дефайнт» чаще всего командует Сиско.
«Дефайнт» - первый корабль Звёздного Флота, имеющий маскировочное устройство. Поставленная Ромуланской звездной империей, маскировка первоначально управляется Ромуланским офицером, служащим на борту звездолёта. Соглашение между Федерацией и Ромуланцами ограничивает использование маскировки разведывательной миссией в гамма-квадранте, в обмен на разведданные Звёздного Флота о Доминионе. Однако в нескольких случаях, таких как спасение кардассианского гражданского правительства - Совета Детапы (DS9: «Путь воина»), маскировочное устройство незаконно использовалось в Альфа квадранте.
В 2373 году «Дефаент» входит в состав оперативной группы Звёздного флота, которая пытается остановить Боргов в битве за сектор 001, как рассказано в фильме «Звёздный путь: Первый контакт». В то время как большинство звездолётов Федерации уничтожаются в начале боя, «Дефайнту» удается продолжить борьбу с кубом Боргов, когда он приближается к Земле. Тем не менее, к тому времени она беззащитна и безоружна, поэтому ее командир лейтенант-коммандер Ворф приказывает экипажу подготовиться к скоростному тарану. Это действие камикадзе предотвращается, когда прибывает звездолёт Энтерпрайз NCC-1701-E и отвлекает огонь Боргов. «Дефайнт» остается сильно поврежденным и брошенным на произвол судьбы, но команда «Энтерпрайза» уверяет Ворфа, что звездолёт можно спасти. Первоначальный проект сценария предполагал уничтожение «Дефайнта», но исполнительный продюсер «Глубокого космоса 9» Айра Стивен Бер возражал против уничтожения корабля в сериале, и поэтому идея была отброшена.
В 2375 году Брины уничтожили «Дефайнт» во время Второй битвы при Чин'токе. В этой битве Брины в первый раз используют свое оружие, поглощающее энергию.
На время планировавшегося вторжения Кардассии Прайм несколько месяцев спустя, новый звездолет класса «Дефайнт», под названием «Сант-Пауло» (NCC-75633), был приписан к станции «Глубокий космос 9». Начальник флотских операций получил специальное разрешение на переименование судна на «Дефайнт». Хотя «Сант-Пауло» получил бортовой номерр «NCC-75633», во всех внешних съемках новый корабль имеет регистр «NX-74205». Это связано с тем, что в большинстве внешних показов нового судна были повторно использованы кадры старого звездолёта, а новые съёмки впоследствии использовали тот же регистрационный номер для согласованности.
Рон Мур написал в книге «Star Trek: Deep Space Nine Companion», что новый корабль должен был быть назван как «Дефайнт-А», но было бы слишком дорого переделать модель звездолёта для одного эпизода, а съёмки из предыдущих эпизодов должны были использоваться также в целях экономии.
В эпизоде «Разбитое зеркало» видна версия «Дефайнта» из зеркальной вселенной, построенная восставшими землянами. Заркальный Майлз О'Брайен украл чертежи «Дефайнта» из компьютера станции «Глубокий космос 9» в предыдущем эпизоде, но повстанцы-Терраны сталкиваются с теми же структурными проблемами, что и экипаж из «главной вселенной» столкнулся в начале третьего сезона. Повстанцы похищают Бена и Джейка Сиско, потому что им нужен Бен, для исправления недостатков «Дефайнта». Компьютерный отсчет, едва заметный на экране, дает название корабля как «ISS Defiant».
Корабль класса «Дефаент» под названием «USS Валиант NCC-74210» использовался курсантами Красной дружины в качестве учебного судна. Валиант оказался в ловушке на вражеской территории во время войны Доминиона, и большинство офицеров были убиты в начале сражения, оставив корабль полностью укомплектованным кадетами.

### Упоминание в компьютерных играх
- USS Defiant, Moscow, Valiant и São Paulo можно выбрать в компьютерной игре «Star Trek: Legacy» в эпоху следующего поколения.
- Класс "Дефайнт" - это играбельный класс кораблей в игре MMORPG «Star Trek Online». В истории игры звездолёт «Дефайнт» изображен как все еще находящийся на активной службе на станции «Глубокий космос 9» в 2409 году. (Доступны также модернизированные классы: Sao Paolo и Valiant.)
- Корабли «USS Дефайнт» и «ISS Defiant» есть в расширении настольной игры «Star Trek Attack Wing».
- Играбельный класс корабля, похожего на «Дефайнт», используется в пошаговой стратегии «Star Trek: The Next Generation — Birth of the Federation». Он упоминается как корабль класса «Эскорт», что соответствует официальным записям Звёздного Флота, которые читал Бенджамин Сиско в эпизоде «Поиск».
- Корабли класса «Дефайнт» могут быть построены в компьютерных играх «Star Trek Armada II» и «Star Trek Armada III», а также в мобильном приложении «Star Trek: Timelines». (Star Trek Armada III-это модификация оригинальной игры Sins of a Solar Empire: Rebellion от Ironclad Games.)